# Lago Situación
El lago Situación (o también Amutui Quimey), es un lago ubicado en el departamento Futaleufú de la provincia de Chubut, en la Patagonia argentina. El lago se encuentra en la zona andina en el Parque nacional Los Alerces.  Posee una superficie de 9200 hectáreas, y el lago es producto del embalse que se formó con la construcción  del Complejo Hidroeléctrico Futaleufú. Su principal afluente es el río Frey que se nutre de las aguas de los lagos Kruger y Futalaufquen.
El lago Situación, se encuentra en un profundo valle rodeado de montañas, en este y otros valles se ubican varios lagos. Entre las montañas se cuentan el monte Situación (2307 m), y el de las Pirámides (2609 m), un valle conecta  con el lago Futalaufquen; en la zona sur se alzan el cerro Castillo (2125 m) y el Tres Uñas (1954 metros).
La cuenca lacustre de la que forma parte el lago Situación comprende hasta el lago Rivadavia. La región ha sido objeto de fenómenos erosivos producto de los glaciares que existieron en el área y moldearon sus valles.